# 菲巴斯·利文

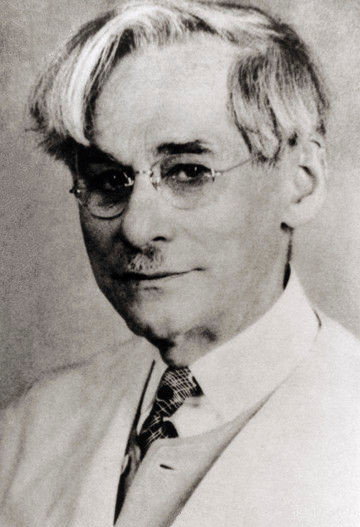
菲巴斯·利文

菲巴斯·阿龍·西奧多·利文（Phoebus Aaron Theodore Levene，1869年2月25日—1940年9月6日）是一位出生於俄羅斯帝國扎加雷（現立陶宛）的美國生物化學家，首先分析出DNA含有的四種鹼基與磷酸基團。他在1891年獲得醫學士學位，1893年移居美國。
菲巴斯·利文曾提出「四核苷酸學說」（tetranucleotide hypothesis），認為DNA是由等量的各種鹼基所組成的四連環，但後來的研究顯示，帶有遺傳訊息的DNA並非以此結構存在。

## 外部連結
- The Structure of Nucleic Acids and Many Other Natural Products: Phoebus Aaron Levene （页面存档备份，存于）